# شارلی ویمن
شارلی ویمن (انگلیسی: Charlie Wayman؛ ۱۶ مهٔ ۱۹۲۲ – ۲۶ فوریهٔ ۲۰۰۶) یک بازیکن فوتبال اهل بریتانیا بود.